# Anderson Mill
Anderson Mill is een plaats (census-designated place) in de Amerikaanse staat Texas, en valt bestuurlijk gezien onder Travis County en Williamson County.

## Demografie
Bij de volkstelling in 2000 werd het aantal inwoners vastgesteld op 8953.